# Gyllsjö
Gyllsjö är en by i Vedby distrikt (motsvarande före detta Vedby församling) öster om Klippan i Klippans kommun i Skåne.
I Gyllsjö startades 1946 det snickeri som kom att bli AB Gyllsjö Träindustri av bröderna Ivar och Tore Svensson. Företaget tillverkar lastpallar och utvecklade europapallen på 1940- och 1950-talen i samarbete med SJ och trucktillverkaren BT. Verksamheten bedrivs numera i Stidsvig nordväst om Klippan.